# Naučná stezka Romana Podrázského

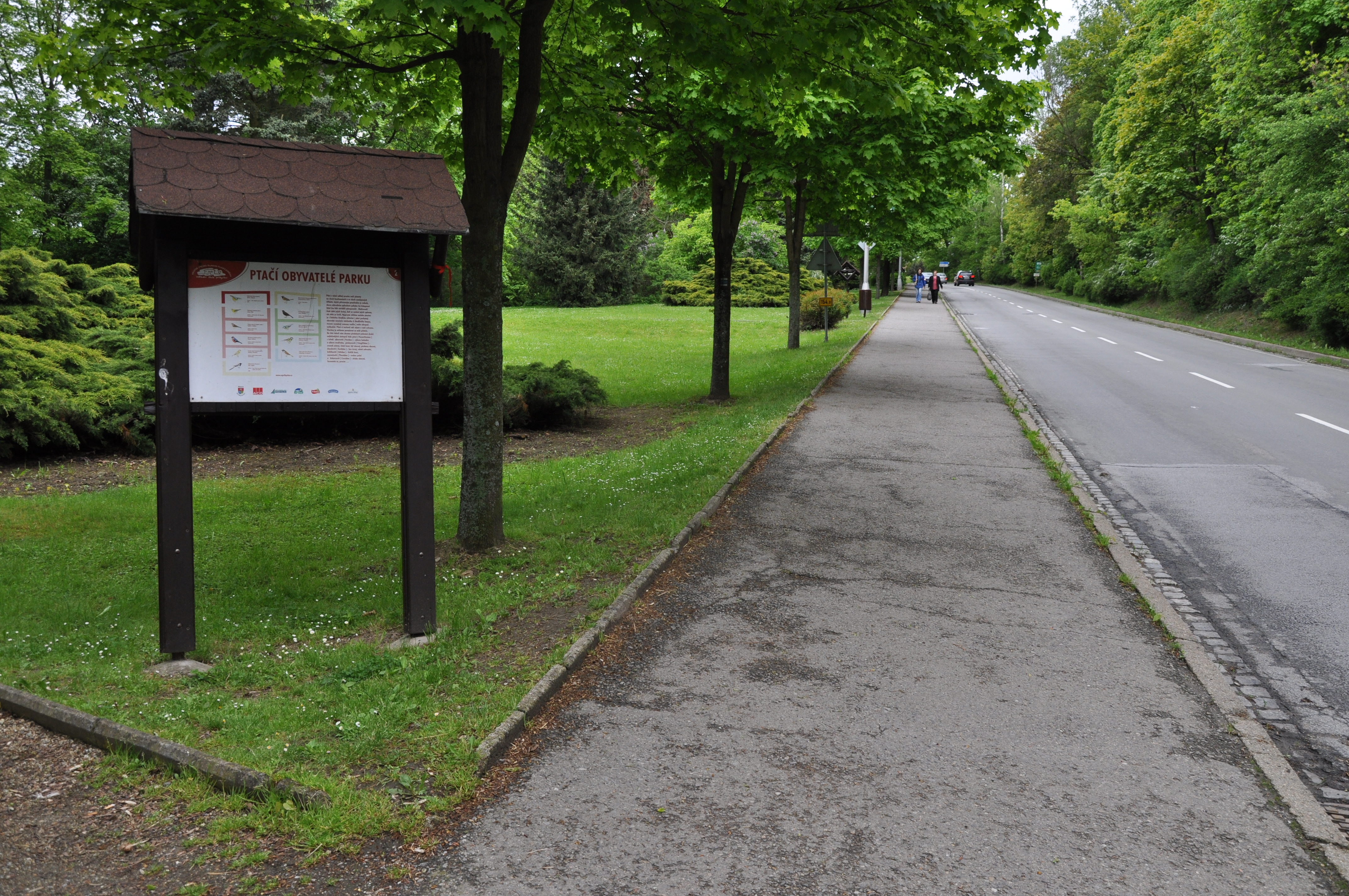
Zastavení „Ptačí obyvatelé parku“ v Husově ulici v Přibyslavi.

Naučná stezka Romana Podrázského je naučná stezka v Přibyslavi a nejbližším okolí. Pojmenována je po akademickém sochaři Romanu Podrázském. Její celková délka je cca 2,5 km a nachází se na ní 12 zastavení. Správcem stezky je Základní škola Přibyslav. Zpřístupněna byla v roce 2006.

## Vedení trasy
Trasa začíná u vlakového nádraží v Přibyslavi, odkud pokračuje ulicí U Nádraží k ulici Husova (silnice I/19), kde odbočuje doleva a míří ulicí okolo zámku a zámeckého parku s jezdeckou sochou Jana Žižky. Kousek za zámkem odbočuje doleva a ulicí Vyšehrad vede okolo Starého špitálu ke kostelu Narození Jana Křtitele. Dále se Kostelní ulicí stáčí k ulici Žižkova (silnice II/350) a ulicemi U Barevny (podél Sázavy) a Rašínova pokračuje pod železniční tratí a přes řeku k rozcestníku Jablonecký žlab – rybník. Na rozcestí odbočuje doleva a okolo rybníka míří na okraj Jablonského žlabu, kde končí.

## Zastavení
- Město Přibyslav
- Ptačí obyvatelé městského parku
- Jan Žižka z Trocnova
- Karel Havlíček Borovský
- Přibyslavský zámek
- Historie města Přibyslavi
- Kostel a sochy ak. sochaře Romana Podrázského
- Štola pod farou
- Řeka Sázava
- Geologie Českomoravské vrchoviny
- Bezobratlí sladkých vod
- Lesní společenstva